# U.D.O.
U.D.O. je německá heavy metalová skupina, kterou založil Udo Dirkschneider v roce 1987 po odchodu ze skupiny Accept. Původní členové skupiny byli zpěvák Udo Dirkschneider, kytarista Peter Szigeti, kytarista Mathias „Don“ Dieth, baskytarista Frank Rittel a bubeník Thomas Franke. Za nejúspěšnější alba skupiny se považuje Animal House, Faceless World a Steelfactory. Mezi největší hity kapely patří They Want War, Holy, Man And Machine, Independence Day, Heart of Gold, I Give As Good As I Get, Metal Machine a One Heart One Soul.[zdroj⁠?!]

## Diskografie

### Studiová alba
- Animal House (1987)
- Mean Machine (1988)
- Faceless World (1990)
- Timebomb (1991)
- Solid (1997)
- No Limits (1998)
- Holy (1999)
- Man and Machine (2002)
- Thunderball (2004)
- Mission No. X (2005)
- Mastercutor (2007)
- Dominator (2009)[1]
- Rev-Raptor (2011)[2]
- Celebrator (2012)
- Steelhammer (2013)
- Decadent (2015)
- Steelfactory (2018)
- We Are One (2020)
- Game Over (2021)
- Touchdown (2023)